# Gran Mezquita de Bamako

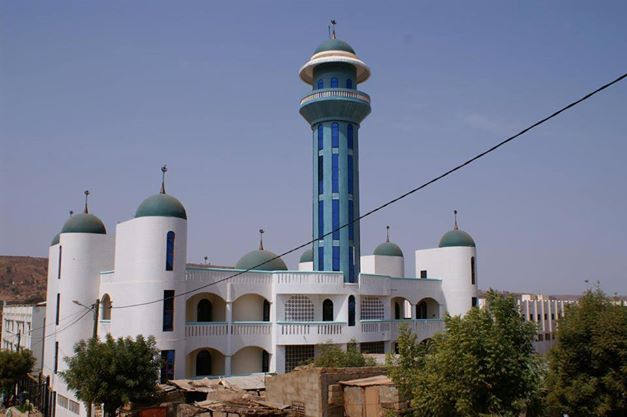
La Gran Mezquita de Bamako.

La Gran Mezquita de Bamako es una mezquita en el centro de la ciudad de Bamako, Malí. Construido en el sitio de una mezquita de adobe pre-colonial, la actual mezquita fue construida con fondos del gobierno de Arabia Saudita a finales de la década de 1970. Una de las estructuras más altas en Bamako, la mezquita está situada al norte del río Níger, cerca del Mercado Central de Bamako (Grand Marche) y la Catedral de Bamako de la época colonial. Con sus altos minaretes de cemento, construida en torno a una estructura central plaza, el edificio está estilísticamente más cerca a las estructuras religiosas de Arabia que a las del África Occidental, la mezquita es visible desde gran parte de la ciudad y de vez en cuando se abre a los turistas.